# Frank Ostholt
Frank Ostholt (Warendorf, NSZK, 1975. szeptember 23. –) német sportoló, a pekingi olimpián aranyérmet szerző német lovastusacsapat tagja. Egy lovakkal foglalkozó apró vidéki gazdaságban töltötte gyermekkorát. 12 éves korában döntött úgy, hogy lovakkal kíván foglalkozni, miután karácsonyra megkapta élete első lovát. Eredeti szakmája agrármérnök. Lovászati végzettsége révén Német Olimpiai Bizottság warendorfi lovassport-bázisának vezetője.
A 2004-es olimpiai játékokon a 4. helyen végzett, a 2005-ös Európa-bajnokságon bronzérmes volt. 2006-ban lovastusa világbajnok csapatban.
A 2008. évi nyári olimpiai játékokon Ingrid Klimke, Hinrich Romeike, Andreas Dibowski és Peter Thomsen csapattársaként lovastusában olimpiai bajnoki címet szerzett.

## Fordítás
- Ez a szócikk részben vagy egészben a Frank Ostholt című német Wikipédia-szócikk ezen változatának fordításán alapul.  Az eredeti cikk szerkesztőit annak laptörténete sorolja fel. Ez a jelzés csupán a megfogalmazás eredetét és a szerzői jogokat jelzi, nem szolgál a cikkben szereplő információk forrásmegjelöléseként.